# جورج براغ فيلدر
جورج براغ فيلدر هو سياسي أمريكي، ولد في 24 يوليو 1842 في جيرسي سيتي في الولايات المتحدة، وتوفي في 14 أغسطس 1906 في Windham (town), New York ‏ في الولايات المتحدة. نشط حزبياً في الحزب الديمقراطي. وقد انتخب عضو مجلس النواب الأمريكي ‏.